# Santa Susana (Kalifornia)
Santa Susana – jednostka osadnicza w Stanach Zjednoczonych, w stanie Kalifornia, w hrabstwie Ventura.